# Harpactea kubrati
Harpactea kubrati là một loài nhện trong họ Dysderidae.
Loài này thuộc chi Harpactea. Harpactea kubrati được miêu tả năm 2008 bởi Lazarov.